# بسيليموماب
بسيليموماب هو جسم مضاد وحيد النسيلة يستخدم للكشف عن الندب الالتهابية والنقيلات. استخدم منذ عام 1992 في هنغاريا والتشيك وسويسرا على أساس موافقات محلية لاستخدامه، وفي ألمانيا على أساس الصرف الشخصي للدواء. ما بين عامي 1992 و2009 درس استخدامه على 90000 مريض. حصل على موافقة وكالة الأدوية الأوروبية على استخدامه عام 2009. يسوق حالياً تحت اسم سينتيمون (Scintimun) في كل الدول الأوربية.